# بوریساو یوویچ
بوریساو یوویچ (سیریلیک صربی: Борисав Јовић؛ زادهٔ ۱۹ اکتبر ۱۹۲۸ – درگذشتهٔ ۱۳ سپتامبر ۲۰۲۱) یک سیاست‌مدار و نویسنده اهل صربستان بود. وی یکی از اعضای شورای ریاست‌جمهوری یوگسلاوی در اواخر دهه هشتاد و اوایل دهه نود میلادی بود. 
وی هم‌چنین از ۱۵ مه ۱۹۹۰ تا ۱۵ مه ۱۹۹۱ دبیرکل جنبش عدم تعهد بود.
بوریساو یوویچ در ۱۳ سپتامبر ۲۰۲۱ بر اثر ابتلا به بیماری کروناویروس ۲۰۱۹ در سن ۹۲ سالگی درگذشت.